# Supercoppa italiana 2025 (beach soccer)
La Supercoppa italiana 2025 si è disputata il 2 giugno 2025 ad Alghero. È stata la ventunesima edizione del trofeo ed è stata vinta dal Catania per l'ottava volta (record assoluto del trofeo).

## Partecipanti
| Squadre     | Qualificazione                    | Partecipazioni precedenti (il grassetto indica la vittoria)           |
| ----------- | --------------------------------- | --------------------------------------------------------------------- |
| Catania     | Vincitore della Serie A 2024      | 11 (2005, 2006, 2007, 2009, 2012, 2016, 2019, 2021, 2022, 2023, 2024) |
| Catania SSD | Vincitore della Coppa Italia 2024 | Nessuna                                                               |

## Tabellino
| Alghero 2 giugno 2025, ore 17:00 CET | Catania   | 6 – 3                                       | Catania SSD | Beach Arena di San Giovanni |
| \| \| \| \| \| Ponzetti 12pt’, 9tt’ Josep Junior 12pt’, 10tt’ Alisson 5tt’ (rig.) Giordani 11tt’ \| Marcatori \| 4pt’ Giuffrida 5pt’ Elliot 7tt’ Chiky Ardil \| |           |                                             |             |                             |
| |           |                                             |             |                             |
| Ponzetti 12pt’, 9tt’ Josep Junior 12pt’, 10tt’ Alisson 5tt’ (rig.) Giordani 11tt’                                                                               | Marcatori | 4pt’ Giuffrida 5pt’ Elliot 7tt’ Chiky Ardil |             |                             |